# 이린 (모델)
이린(1989년 12월 13일 ~ )은 대한민국의 여자 모델, 무술가이다. 현재는 피트니스 걸그룹인 《베베헬》 멤버이다.

## 학력
- 용인대학교 동양무예학과 졸업
- 용인대학교 체육교육대학원 재학중(석사 과정)

## 출연작

### TV 프로그램
- 2012년 MBC 월화수목
- 2012년 MBC 생방송 오늘 아침
- 2013년 XTM 절대남자
- 2015년 쿠키TV S의 비결
- 2016년 KBS 여유만만
- 2016년 온스타일 더 바디쇼 4

### 광고
- 2012년 CJ 펫다운
- 2015년 게임 신마지도
- 2016년 게임 대박서유기
- 2016년 OTO 글로벌 국제전화

### 잡지
- 2012년 맨즈헬스
- 2015년 옥시즌
- 2016년 머슬앤피트니스
- 2016년 HTV코리아

### 뮤직비디오
- 2015년 《다시 만나자 (Feat. 영준 & 박용인)》 - 유니크 노트

## 수상
- 2006년 코리안 타이거즈 태권도 시범단
- 용인대학교 용무도 시범단 여성 호신술
- 2011년 정다연 주최 몸짱아가씨 최종우승

## 경력
- 3급 생활체육지도자 보디빌딩
- 체육실기조사 자격증
- 스포츠마사지 2급
- 카이로프락틱 2급
- 대한적십자 응급환자처치과정 수료
- 2014년~현재 일본 산케이스포츠 린의 원포인트 다이어트 레슨 연재중
- 2015년 요가복 트루폭시 모델
- 2015년 일본 에이출판 린의 마샬다이어트 출간
- 2015년 6월 잡지 옥시즌 모델
- 2015년 11월 잡지 아이러브피시방 모델
- 2015년 11월 병영매거진 HIM 모델 및 다이어트 연재